# Histoire du baseball
Pour la série télévisée, voir Histoire du baseball (série télévisée).
 (octobre 2023).
Le baseball moderne voit le jour aux États-Unis. C'est également là qu'il se développe avant d'essaimer en dehors de ses frontières. Présent dans le paysage américain depuis plus de 150 ans, le baseball fait souvent figure de références, parfois mythiques, à la société américaine.
C'est le passe-temps favori des Américains sur les 150 dernières années, toutefois, le football américain a pris l'ascendant depuis les années 1960 pour le titre symbolique de sport national américain.

## Genèse du jeu
Le jeu anglais du rounders apparaît comme l'une des sources principales du baseball. Ce jeu est cité pour la première fois dans un livre anglais de John Newbery en 1744 : A Little Pretty Pocket-Book. Un autre livre important dans l'histoire de la genèse du baseball est Les Jeux des jeunes garçons imprimé à Paris dans les années 1810. On y trouve une description du jeu de « La balle empoisonnée » qui ressemble au baseball : quatre bases dont l'une est nommée maison, un lanceur, un batteur, et des équipes de dix ou douze joueurs.
En 1845, les premières règles modernes (les « Knickerbocker Rules ») ont été codifiées par Alexander Cartwright. Elles sont une adaptation des jeux de rounders, town-ball et autre round-ball. Le terme de baseball (ou base-ball, comme on l'écrivait autrefois) entre d'ailleurs dans le langage, la littérature et la presse dès 1835. C'est à cette période que des jeux comme le town ball abandonnèrent les bâtons, à la manière du cricket, pour localiser les buts, en les remplaçant par des coussins, les fameuses bases. Ces jeux sont notamment pratiqués au nord-est des États-Unis (New York, Boston et Philadelphie) mais aussi dans le centre du pays (Illinois, Ohio et Indiana principalement). Ce sont toutefois Manhattan et Brooklyn qui abritent les formations new-yorkaises comme les New York Knickerbockers enfantant la première version moderne du jeu de baseball.
Une légende fut construite de toutes pièces au début du XXe siècle faisant d'Abner Doubleday l'inventeur du baseball en 1839. Une célébration du centenaire de cet évènement eut même lieu en 1939. Cette légende fut réfutée dès sa publication par les historiens américains du baseball. Le 3 juin 1953, le Congrès des États-Unis crédita officiellement Alexander Cartwright de l'invention du jeu.

## De l'Elysean Fields au professionnalisme
Le premier match selon les règles des Knickerbockers se tient le 19 juin 1846 à l'Elysean Fields d'Hoboken (New Jersey). La première convention de clubs a lieu à New York en janvier 1857 avec une douzaine de clubs de Brooklyn et de New York. Un championnat non officiel est mis en place. Il est remporté par les Brooklyn Atlantics. En mars 1858, la NABBP (National Association of Base Ball Players) est créée à New York par seize clubs toujours originaires de Brooklyn et New York. Jusqu'à la Guerre de Sécession, plusieurs dizaines de clubs de « New York Game » se montent à travers les États-Unis et adoptent le règlement des Knickerbockers. À la fin de la guerre, le sport touche l'ensemble du pays quand les soldats rentrent dans leurs foyers. Ils ont été initiés au jeu par les New-Yorkais dans leurs régiments. En 1865, la NABBP compte une centaine de clubs affiliés ; 400 en 1867. En raison de cette rapide croissance, des comités régionaux furent mis en place à travers tout le pays en 1868.
Fondée sur le principe d'amateurisme, la NABBP ne réagit pas vraiment quand émergent les premiers cas de joueurs rémunérés au milieu des années 1860. Elle autorisa même officiellement cette pratique le 9 décembre 1868, et douze clubs se déclarèrent professionnels dès 1869. Les Cincinnati Red Stockings furent le premier d'entre eux en alignant dès le 17 mars 1869 une équipe entièrement composée de joueurs rémunérés. Des conflits éclatèrent alors entre amateurs et professionnels à propos du championnat menant à la création en 1871 d'une compétition exclusivement professionnelle : la National Association of Professional Base Ball Players.

## Les débuts du professionnalisme

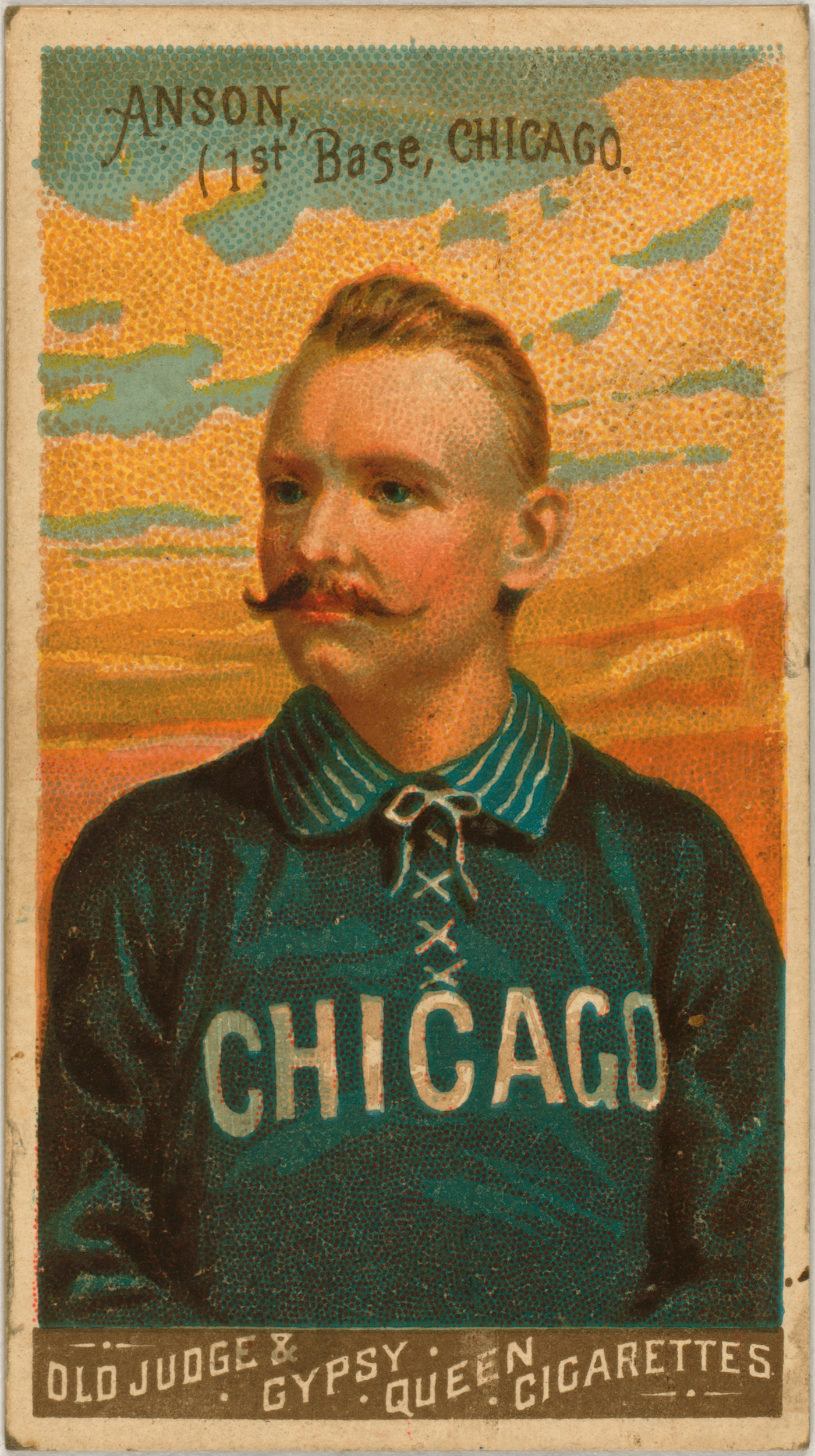
Cap Anson

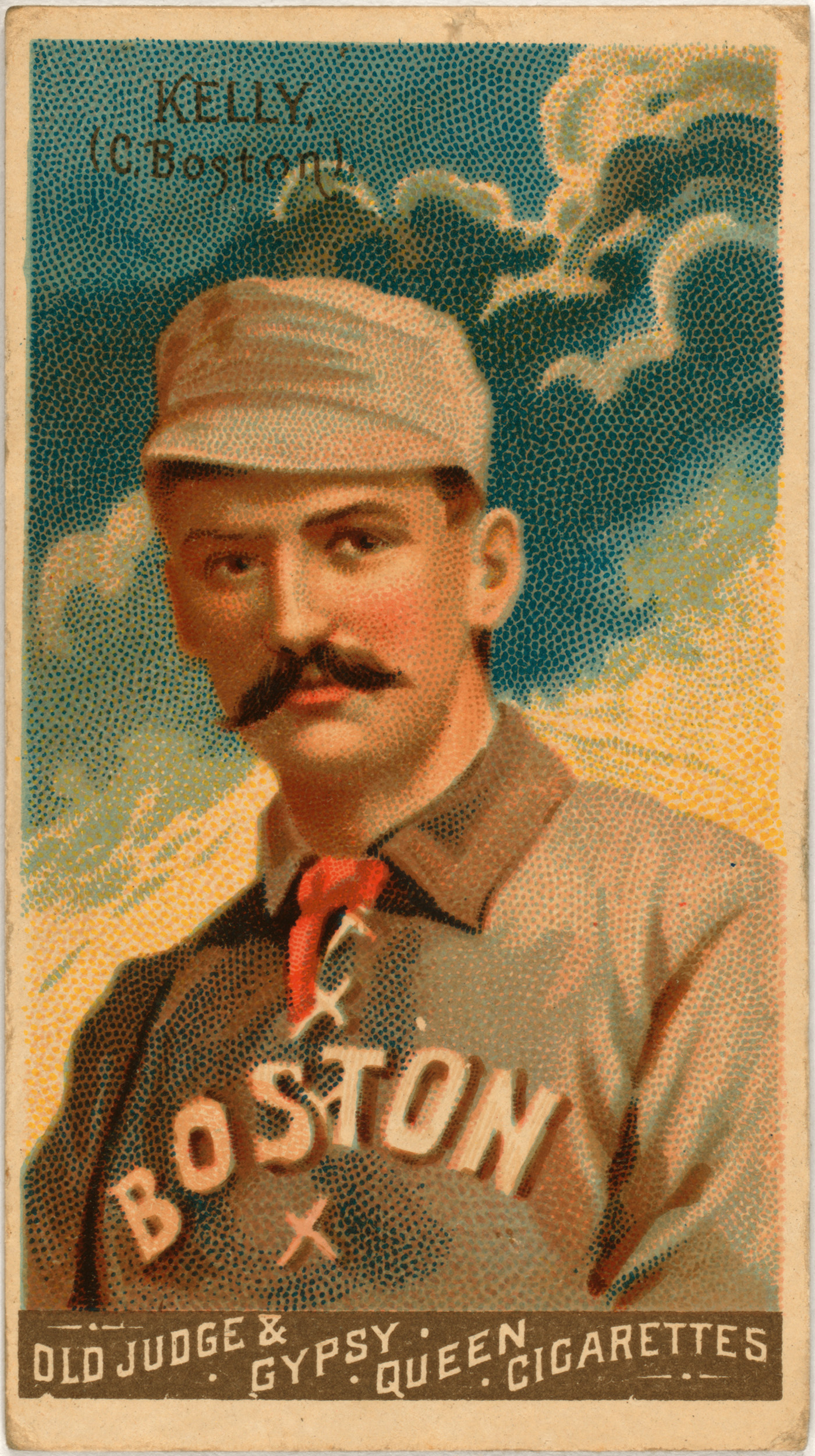
King Kelly

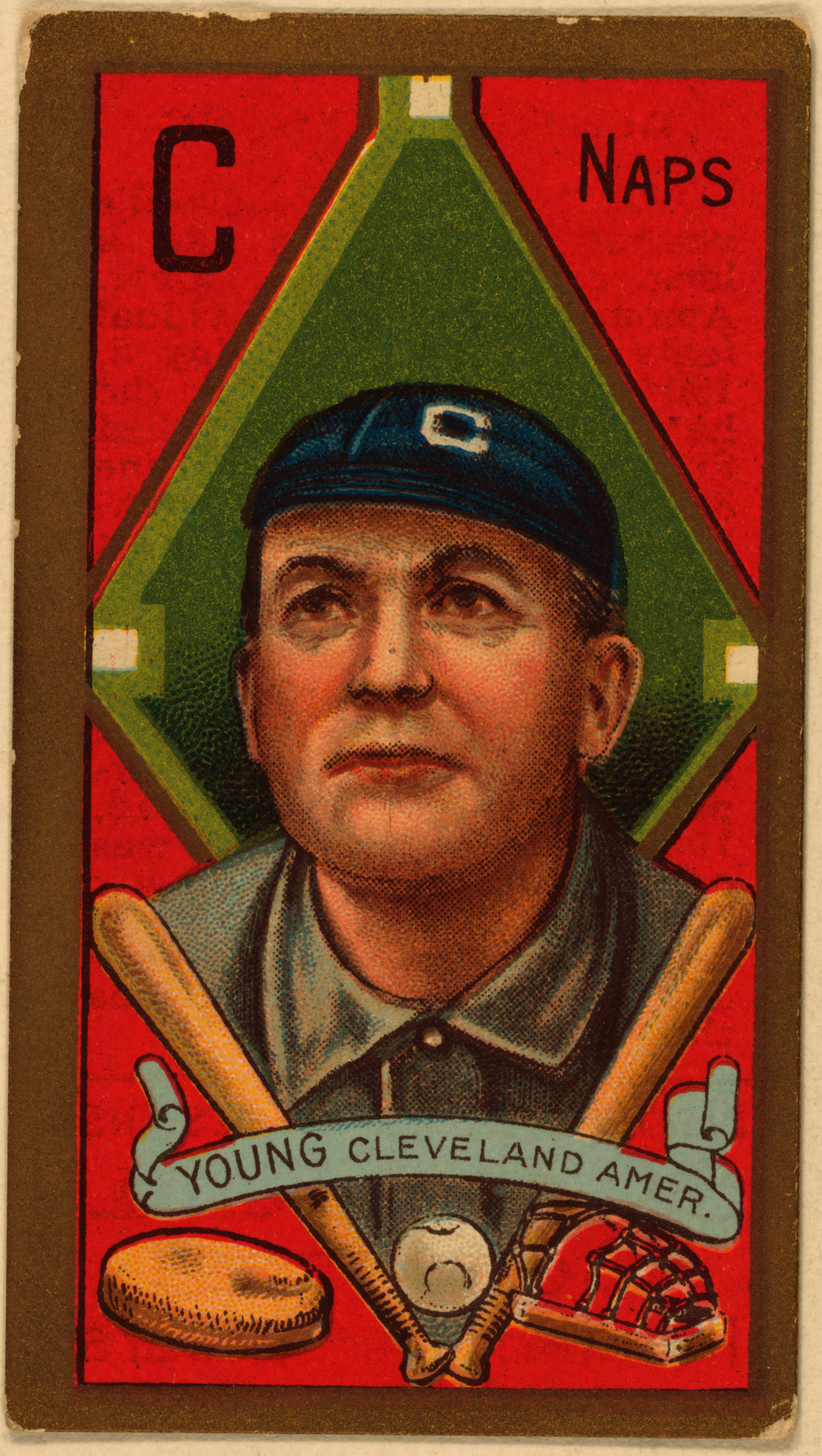
Cy Young

La première formation professionnelle voit le jour en 1869 (Cincinnati Red Stockings) et la première ligue majeure est créée en 1871 : la NAPBBP (National Association of Professional Base Ball Players). La première saison de championnat rassemble neuf clubs et sacre les Philadelphia Athletics puis les Boston Red Stockings enlèvent tous les titres de 1872 à 1876. La domination de Boston fait chuter les recettes des autres clubs, et la ligue cesse ses activités à la fin de la saison 1875.
La Ligue nationale actuelle est fondée le 2 février 1876 sous l'impulsion de William Hulbert. Cette ligue est plus sélective que son ancêtre au niveau des villes où évoluent les équipes admises. On raisonne déjà en fonction du « marché » que représente le bassin de population de la zone de chalandise de l'équipe. Huit formations sont admises pour la première saison jouée en 1876. Six d'entre elles venaient directement de la NAPBBP (Boston, Chicago, New York, Saint Louis, Philadelphie et Hartford), les deux autres étaient de nouvelles équipes à Cincinnati et Louisville. Cette première édition fut chaotique. En fin de saison, New York et Philadelphie qui ne dominent pas le classement comme ce fut le cas précédemment en NAPBBP refusent d'effectuer les déplacements les plus lointains, préférant affronter à domicile des équipes non membres de la ligue. Les deux franchises sont alors exclues de la ligue et la saison 1877 se dispute entre six équipes seulement.
Entre 1882 et 1891, une autre ligue professionnelle est créée : l'American Association. En fin de saison, les clubs champions de l'AA et de la Ligue nationale s'affrontent pour les World's Championship Series. En 1883, c'est l'éphémère Northwestern League qui voit le jour.
King Kelly et Cap Anson furent les premières stars du baseball de cette période tandis que le lanceur Cy Young fait ses débuts en professionnel dès 1890. Quelques joueurs noirs sont recrutés par quelques rares formations au milieu des années 1880. C'est le tollé chez les joueurs et les spectateurs. Les propriétaires signent alors un accord en 1887 interdisant le recrutement de joueurs noirs. Pendant six décennies, aucun joueur noir ne sera admis à s'aligner dans les ligues majeures ou mineures. Ils se contentent alors d'évoluer dans des équipes et des compétitions spécifiques : les Negro Leagues. Les Cuban Giants furent ainsi la première formation professionnelle noire créée (1885). La première Negro League voit le jour également en 1888 : l'éphémère Southern League of Base Ballists.
En 1890, la crise éclate entre joueurs et propriétaires. Les joueurs remettent en cause la clause de réserve qui fait d'un joueur la propriété à vie d'une franchise, qui peut, à sa convenance, le faire jouer, ou pas, ou le vendre, à la franchise de son choix. Les joueurs vont à l'affrontement, et montent une ligue rivale : la Players League. Les débuts sont prometteurs, mais sous la pression d'Albert Spalding, dirigeant de la Ligue nationale, la ligue rivale dépose les armes à la fin de sa saison inaugurale, et la clause de réserve est évidemment maintenue.
Les années 1890 sont marquées par le baseball violent. John McGraw personnifie cette époque. Certains matchs tournent à l'émeute, sur le terrain et dans les tribunes. Cette situation provoque de graves conséquences en matière d'image pour le jeu et les finances des franchises. Les stades se vident, tandis que toute la société américaine vilipende l'évolution violente prise par le baseball.
En 1900, la vénérable Western League se transforme en Ligue américaine sous la conduite de Ban Johnson. Il offre des places moins chers, une meilleure ambiance sur et autour des terrains et ouvre des franchises à l'est. Profitant du dédain de la Ligue nationale, il recrute aussi les meilleurs joueurs. Dès 1901, la ligue de Ban Johnson prétend au titre de ligue majeure, au même rang que la Ligue Nationale, puis obtient un accord avec sa rivale en 1903 pour mettre en place une grande finale annuelle entre les deux champions : les World Series.

## Séries mondiales d'avant la Grande-Guerre
La Ligue américaine devient une ligue majeure en 1901. Les Séries mondiales entre les champions de ces deux ligues sont créées en 1903.
Ban Johnson renforce encore la sécurité dans les stades et exige la bonne tenue des joueurs. John McGraw, qui évolue en ligue américaine en 1901, ne supporte pas ces instructions, et Johnson exclu McGraw. Le bouillant McGrath retrouve alors la Ligue nationale dès 1902 sous les couleurs des New York Giants comme joueur-manager jusqu'en 1906 puis comme manager jusqu'en 1932. Il remporte le titre 1904 de la Ligue nationale et refuse d'affronter les champions de la ligue américaine en fin de saison. Il n'y eut pas de World Series cette saison-là. La saison suivante, les Giants de McGraw enlèvent encore le titre de la ligue nationale. Cette fois, les New-yorkais acceptent d'affronter les champions de la Ligue américaine car ils furent durement punis douze mois plus tôt avec une amende de 1 000 dollars par joueur, soit environ la moitié de leur salaire annuel. Les Giants s'imposèrent facilement 4-1 face aux Philadeplhia Athletics.
La formation 1906 des Chicago Cubs reste dans les mémoires comme l'une des meilleures équipes de l'histoire. Les World Series 1906 mettent aux prises les deux franchises de Chicago : Cubs et White Sox. À la surprise générale, les Sox remportent trois des cinq premiers matchs de la finale. Les « champions sans point », comme l'on surnommait alors les Sox, remportent le sixième match décisif mettant à terre les « invincibles Cubs ».
L'« incident Merckel » a lieu le 23 septembre 1908 à l'occasion d'un match opposant les New York Giants et les Chicago Cubs au Polo Grounds. Une faute d'inattention de Fred Merckel et l'opportunisme de Johnny Evers coutent aux Giants leur place en World Series.
Cy Young, Christy Mathewson, Honus Wagner, Walter Johnson et Ty Cobb figurent parmi les plus fameux joueurs de cette période.

## Le scandale desBlack Sox
Le jeu national américain (« national pastime », ou « passe-temps national ») connaît un retentissant scandale en 1919 avec l'affaire des Chicago White Sox, impliquant plusieurs joueurs de cette franchise pour corruption à l'occasion des Séries mondiales. Le juge Kenesaw Mountain Landis fut nommé comme commissaire des ligues majeures. Sa première décision est la radiation à vie des huit joueurs impliqués dans le scandale des Black Sox même si les joueurs avaient été acquittés par la justice.

## Babe Ruth relance le jeu

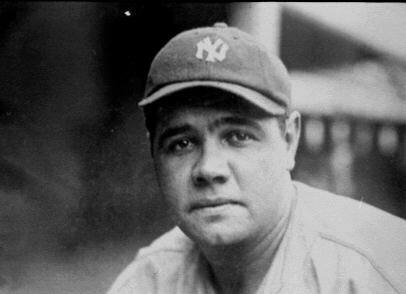
Babe Ruth

Le juge Kenesaw Mountain Landis reste en poste à la tête de la MLB de 1920 à 1944 et impose une discipline de fer au monde du baseball, mais renforce le pouvoir des propriétaires sur les joueurs.
C'est surtout à Babe Ruth que l'on doit la relance du jeu après le scandale de Chicago. Ce truculent joueur débute en 1914 sous l'uniforme des Boston Red Sox avant de rejoindre New York et ses Yankees en 1920. Sur les 194 records établis pendant sa carrière, 53 tiennent toujours. Cette excellence sportive allié à une attitude bonhomme, font de lui la première véritable superstar du sport américain. Sa course au home-run modifie en profondeur le jeu. Jusque-là, les lanceurs dominaient les batteurs, en particulier en raison des mauvais traitements qu'ils faisaient subir à la balle, afin de lui donner des trajectoires improbables. Cette pratique fut interdite, et Babe Ruth en profita pleinement.
Un autre joueur des Yankees, Lou Gehrig, s'impose dans les années 1930 comme le successeur du Babe. Il disputa 2 130 parties consécutives, record seulement battu en 1995, et ce sportif inusable surnommé « Iron Horse » (« cheval de fer ») fut terrassé par une sclérose latérale amyotrophique.

## La ligue professionnelle féminine
De 1943 à 1954, l'All-American Girls Professional Baseball League (AAGPBL) mis en place un championnat professionnel féminin. Les Rockford Peaches remportèrent quatre titres (1945, 1948, 1949, 1950) tandis que les débuts de l'AAGPBL forment la toile de fond du film Une équipe hors du commun (A League of Their Own) sorti en 1992.

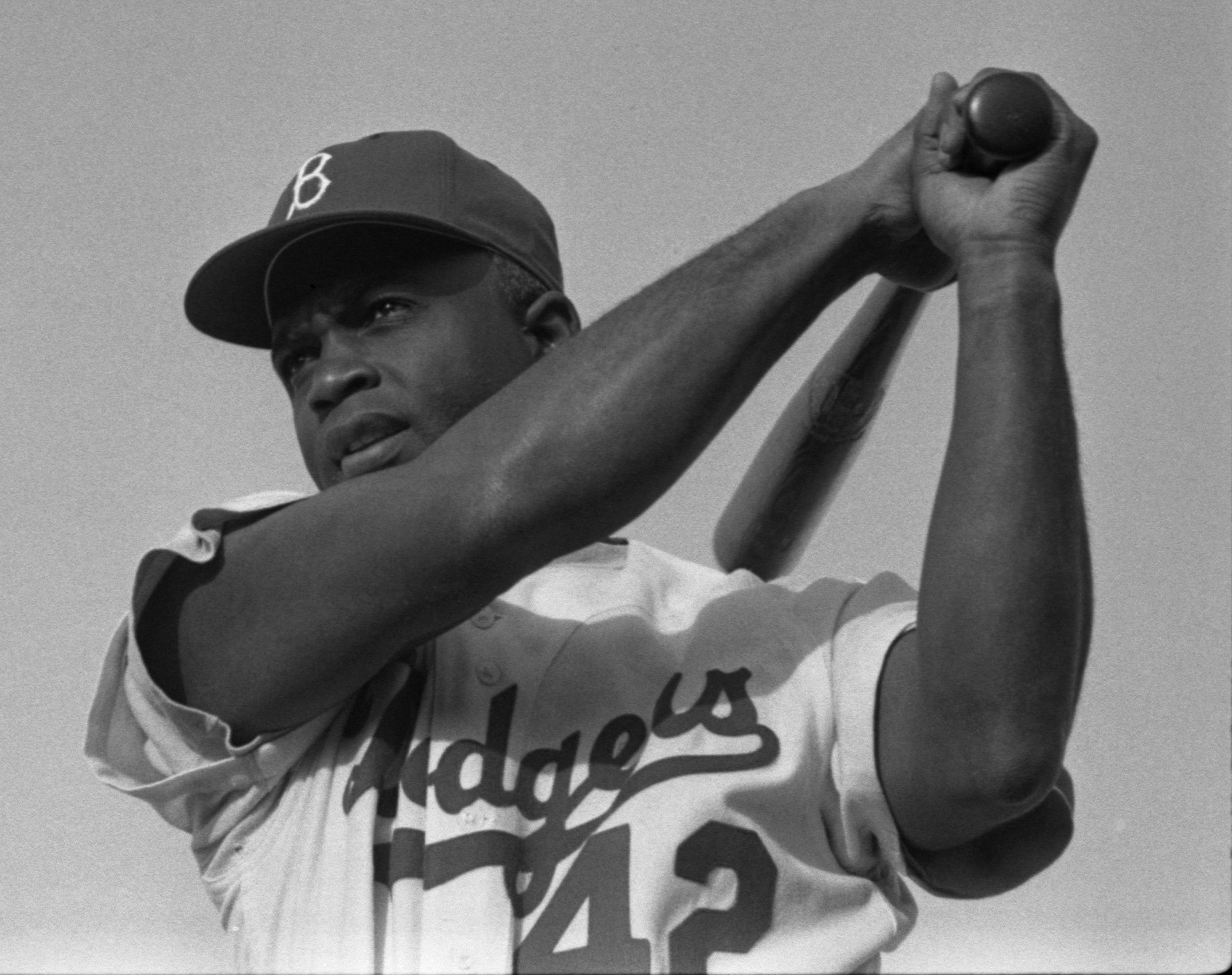
Jackie Robinson

## Des Negro Leagues à Jackie Robinson
Les joueurs noirs sont interdits de jouer en ligue majeure à la fin des années 1890. Cet accord entre les propriétaires de franchises est validé au début du XXe siècle par la Cour suprême des États-Unis. Les joueurs noirs comme Josh Gibson (Homestead Grays) ou Satchel Paige (Kansas City Monarchs) évoluent alors dans les « Negro Leagues », symbole fort de la politique ségrégationniste américaine. Cette situation dure jusqu'en 1947 et l'arrivée de Jackie Robinson aux Brooklyn Dodgers. Robinson fut recruté par le manager général des Dodgers, Branch Rickey, et débute en ligue majeure le 15 avril 1947. Victime de nombreuses attaques racistes, Robinson tint bon et ouvrit la voie aux joueurs noirs en Ligue majeure. Depuis l'an 2000, le 15 avril est célébré par la MLB comme le « Jackie Robinson Day » tandis que son numéro 42 fut retiré en 1997 dans l'ensemble des franchises de la MLB.

## Le New York Game

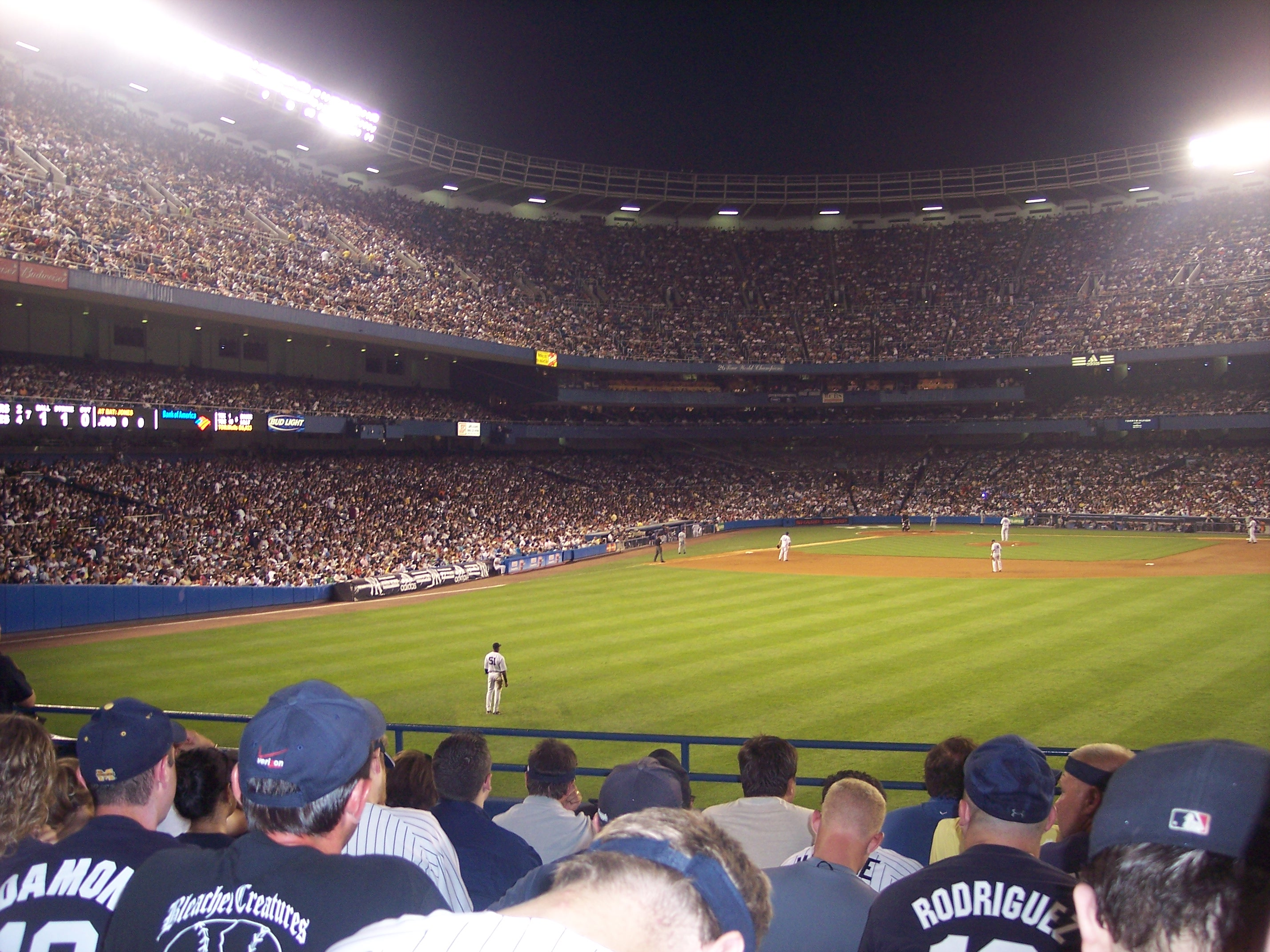
Le Yankee Stadium à New York

Après la Seconde Guerre mondiale, les trois franchises new-yorkaises dominent les palmarès. De 1947 à 1957, c'est la dernière décennie dorée du baseball new-yorkais. Cette période s'achève en drame avec les transferts des Giants vers San Francisco et des Dodgers vers Los Angeles. Seuls les Yankees conservent leur adresse news-yorkaise.
Les Dodgers Jackie Robinson et Sandy Koufax et les Yankees Joe DiMaggio, Stan Musial, Mickey Mantle et Yogi Berra sont les joueurs majeurs de cette épopée new-yorkaise.

## La conquête de l'Ouest

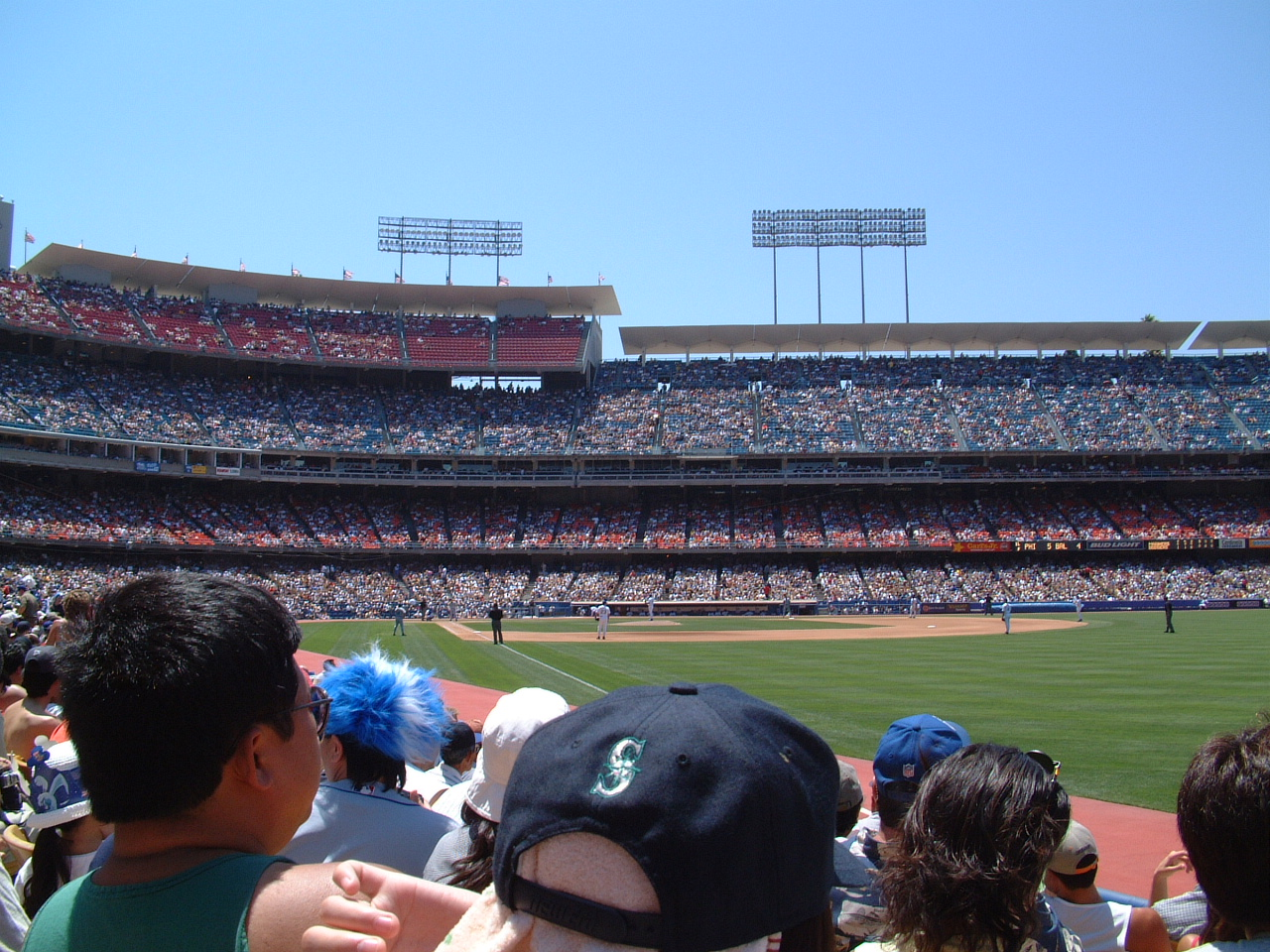
Dodger Stadium à Los Angeles

Le transfert des franchises new-yorkaise vers la Californie, mais aussi celle des Boston Braves vers Atlanta, notamment, le quart nord-est du pays n'a plus le monopole du jeu. Le baseball est évidemment pratiqué de longue date dans ces contrées, mais l'implantation de franchises de la MLB à l'ouest du Mississippi et au sud d'une ligne Saint Louis - Baltimore, ouvre de nouvelles perspectives à la MLB et au baseball lui-même. Le plus dramatique déménagement fut sans conteste celui des Brooklyn Dodgers vers Los Angeles qui provoqua même des émeutes dans les faubourgs de New York.
Parmi les meilleurs joueurs de cette époque, citons Warren Spahn, Hank Aaron, Pete Rose, Cal Ripken, Jr. et Ted Williams.

## Baseball et syndicalisme
Les premiers syndicats de joueurs sont formés dès 1885, mais il faut attendre 1966 et la création de la MLBPA pour voir les joueurs obtenir des avancées significatives. Des conflits avec des grèves en 1971, 1982 et 1994 marquèrent les rapports houleux entre joueurs et propriétaires à propos de leurs possibilités de transfert et de la fixation d'un salaire minimum, notamment. La grève la plus importante fut celle de 1994-1995 qui entraina l'annulation de 938 matchs et l'ensemble des matchs de play-offs et même des Séries mondiales 1994.

## Le baseball contemporain
```
Le 
football américain
 concurrence clairement le baseball depuis un demi-siècle
[
1
]
. Toutefois, depuis le début du 
XXI
e
 
siècle
, les affluences enregistrées sur les terrains de baseball atteignent des records historiques. En 
2005
, 
74 915 268
 spectateurs ont assisté aux 
2 419
 matchs de la MLB, soit une moyenne par match de 
30 970
 spectateurs.
```

Le phénomène du dopage, qui n'est pas nouveau, prend des proportions importantes en raison de la médiatisation désormais accordée à ces affaires et l'évolution des mentalités sur ces questions.
Aujourd'hui, Roger Clemens, Alex Rodriguez et Barry Bonds comptent parmi les joueurs les plus fameux.

Zone d'influence des franchises de la MLB (blackout TV)

## Filmographie
- Ken Burns, Histoire du baseball (Baseball: A Film by Ken Burns), 1994